# Line (chanson)
Pour les articles homonymes, voir Line.
Chansons représentant la Lettonie au Concours Eurovision de la chanson
Heartbeat
(2016) Funny Girl
(2018)
Line (en français « Ligne ») est la chanson de Triana Park qui a représenté la Lettonie au Concours Eurovision de la chanson 2017 à Kiev, en Ukraine. La chanson de Triana Park est arrivée 18e lors de la première semi-finale de l'Eurovision 2018 avec 21 points